# 마키아디세르니아
마키아디세르니아(이탈리아어: Macchia d'Isernia)는 이탈리아 몰리세주 이세르니아도의 코무네다. 캄포바소에서 서쪽으로 40km, 이세르니아에서 남서쪽 7km 거리에 위치해있다.